# Alexanderstraße 25 (Darmstadt)
Das Haus Alexanderstraße 25 ist ein Bauwerk in Darmstadt.

## Geschichte und Beschreibung
Das Haus wurde um das Jahr 1590 erbaut. Das Gebäude hatte ursprünglich zwei Fensterachsen. Im Zweiten Weltkrieg wurde das Haus stark beschädigt.
Nach dem Krieg wurde das Gebäude mit drei Fensterachsen wiederaufgebaut.
Es wurde mit einem mit eingerollten Schneckenlinien verzierten Volutengiebel wiederhergestellt.
Dies entspricht dem barocken – dem zweiten Alte-Vorstadt-Bauabschnitt zugehörigen – Haustypus der unteren Alexanderstraße.
Der ursprünglich freiliegende Torbereich war bereits zu einem früheren Zeitpunkt überbaut worden.

## Denkmalschutz
Das Gebäude – aus der zweiten Alte-Vorstadt-Bauphase – gilt aus architektonischen und stadtgeschichtlichen Gründen als Kulturdenkmal.

## Das Haus heute
Das Gebäude beherbergt heute das Unisport-Zentrum (USZ).